# Oncosperma platyphyllum
Espèce
Statut de conservation UICN

 VU A1c : Vulnérable
Oncosperma platyphyllum est une espèce de plantes de la famille des Arecaceae.

## Publication originale
- The Philippine Journal of Science. Section C, Botany 4: 609. 1909.